# Мессалина
Валерия Мессалина (лат. Valeria Messalina), иногда — Мессалина (ок. 17/20 — 48) — третья жена римского императора Клавдия, мать Британника и Клавдии Октавии, влиятельная и властолюбивая римлянка, имя которой приобрело переносное значение из-за её любовных похождений.

## Происхождение
Валерия была дочерью Марка Валерия Мессалы Барбата, консула 20 года, происходившего из патрицианского рода Валериев. Матерью её была Домиция Лепида Младшая, дочь Луция Домиция Агенобарба (консула 16 года до н. э.) и Антонии Старшей.
Её мать и отец были двоюродными братом и сестрой по материнской линии. Матерью Марка Валерия была Клавдия Марцелла Младшая, дочь Октавии Младшей от первого брака с Гаем Клавдием Марцеллом. Октавия же родила и Антонию Старшую, после того, как была выдана Октавианом за Марка Антония в 40 году до н. э. Таким образом, по женской линии Мессалина происходила от сестры Августа и принадлежала к императорской семье.
Что касается отца Марка Валерия, то существуют две теории:
- по первой, наиболее распространённой, он был сыном Марка Валерия Мессалы Барбата Аппиана (консула 12 года до н. э.), от рождения Гая Клавдия Пульхра, усыновлённого в род Валериев Мессал. В пользу этой теории говорит так же то, что у отца Валерии была родная сестра, носившая имя Клавдия Пульхра, поскольку была рождена до усыновления Гая Клавдия.
- по второй версии Марк Валерий был сыном Марка Валерия Мессалы Мессалина (консула 3 года до н. э. и 3 года н. э.), сына знаменитого политика и оратора Марка Валерия Мессалы Корвина (консула 31 года до н. э.).

## Жизнеописание

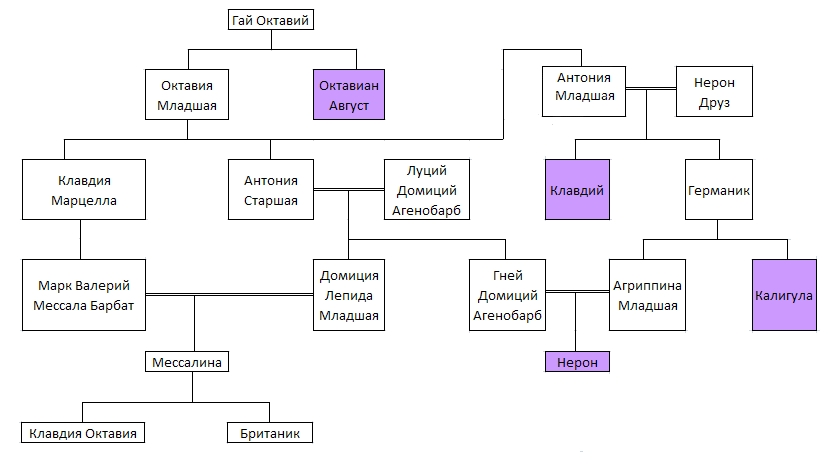
Кровные родственные связи Мессалины с 4 императорами

О детстве Мессалины известно немногое. Однако в юные годы она была весьма популярна и влиятельна при дворе Калигулы. Её дядя Гней Домиций Агенобарб был мужем Юлии Агриппины — сестры императора. Скорее всего именно та обстановка, которая царила на разгульных пирах Калигулы, и сформировала характер этой женщины, хотя античные авторы утверждают, что Мессалина начала разгульную жизнь ещё в возрасте 13 лет.
В 38 году император Калигула выдал её замуж за своего дядю Клавдия, который вдобавок приходился двоюродным братом её матери. Брак этот, скорее всего, был средством объединения двух ветвей династии Юлиев-Клавдиев — собственно Клавдиев и Домициев Агенобарбов.

### Развратное поведение
Имя Мессалины, благодаря античным историкам, стало нарицательным в описании развратных и сексуально озабоченных женщин. В основном её поведение характеризуют как оскорбительное и постыдное, а саму её — как жестокую, скупую и глупую нимфоманку. Наиболее часто в своих работах её упоминают историки Корнелий Тацит и Светоний. Оба они пишут о том, что под вымышленным именем Лициска Мессалина либо сама владела одним из римских борделей, либо же приходила туда в качестве проститутки, чтобы удовлетворить свою похоть.
Об этом же пишет древнеримский поэт Ювенал в своих «Сатирах»:

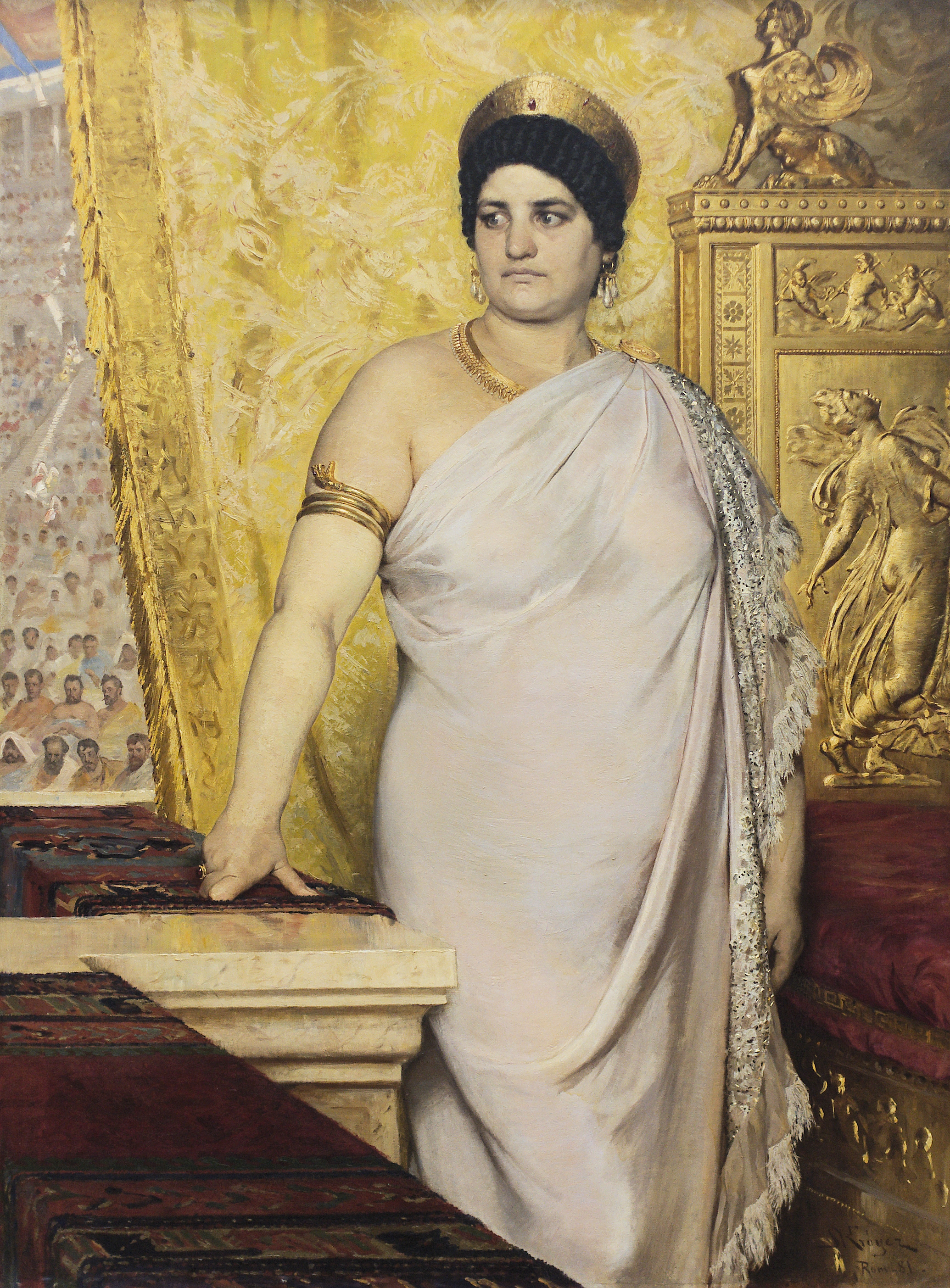
Крёйер, Педер Северин, Мессалина, 1881, Гётеборгский музей искусств.

Ну, так взгляни же на равных богам, послушай, что было
С Клавдием: как он заснёт, жена его, предпочитая
Ложу в дворце Палатина простую подстилку, хватала
Пару ночных с капюшоном плащей, и с одной лишь служанкой
Блудная эта Августа бежала от спящего мужа;
Чёрные волосы скрыв под парик белокурый, стремилась
В тёплый она лупанар, увешанный ветхим лохмотьем,
Лезла в каморку пустую свою — и, голая, с грудью
В золоте, всем отдавалась под именем ложным Лициски;
Лоно твоё, благородный Британник, она открывала,
Ласки дарила входящим и плату за это просила;
Навзничь лежащую, часто её колотили мужчины;
Лишь когда сводник девчонок своих отпускал, уходила
Грустно она после всех, запирая пустую каморку:
Всё ещё зуд в ней пылал и упорное бешенство матки;
Так, утомлённая лаской мужчин, уходила несытой,
Гнусная, с тёмным лицом, закопчённая дымом светильни,
Вонь лупанара неся на подушки царского ложа.
 (Сатира VI. 115—133, Перевод Д. Недовича) 

Также описывают, что Мессалина устроила соревнование с известной римской проституткой Сциллой: кто сможет обслужить в постели больше мужчин. Начав вечером в лупанарии, уставшая Сцилла прекратила утром, приняв за ночь 25 человек. Что касается императрицы, то Мессалина же продолжила дальше, пока не обслужила 50 клиентов. Тем самым победа досталась Мессалине.
Развратных женщин история знала немало, и распутным поведением в Риме никого было не удивить в то время, но ненасытный сексуальный аппетит Мессалины поражал даже видавшую виды римскую общественность. Обывателей больше всего возмущало, что Мессалина, потерявшая невинность в возрасте тринадцати лет, выставляла своё беспутство напоказ, безмерно гордясь им.
Всё вышеописанное происходило не только во времена Калигулы, но и позже, когда дядя Калигулы Клавдий уже стал императором. Около 40 года Мессалина родила ему дочь, Клавдию Октавию, а в 41 году — сына и наследника, которому Клавдий дал когномен «Британник» в честь своего планируемого в то время похода в Британию.
Историки в жизнеописаниях Мессалины проявили удивительное единодушие: по их мнению, Мессалина не пропускала ни одного красивого мужчины. И долгое время ей всё чудесным образом сходило с рук. Клавдий пламенно осуждал и изобличал разврат придворной знати, но не ведал, что творится у него дома. Приближённые не решались открыть ему глаза, опасаясь гнева коварной женщины. Ведь, хоть Клавдий и правил Римской империей, самим императором безраздельно правила Мессалина. Однажды, например, прелестница влюбилась в первого среди римских актёров Мнестера, который попытался увильнуть от чести быть возлюбленным жены императора. Тогда Мессалина пожаловалась своему мужу Клавдию, что какой-то актёр осмеливается не подчиняться её воле, не уточняя, правда, какой именно. Император призвал Мнестера к себе и приказал тому выполнять все пожелания своей жены. Молодому человеку пришлось подчиниться приказу императора и занять его место в супружеской постели.

## Власть

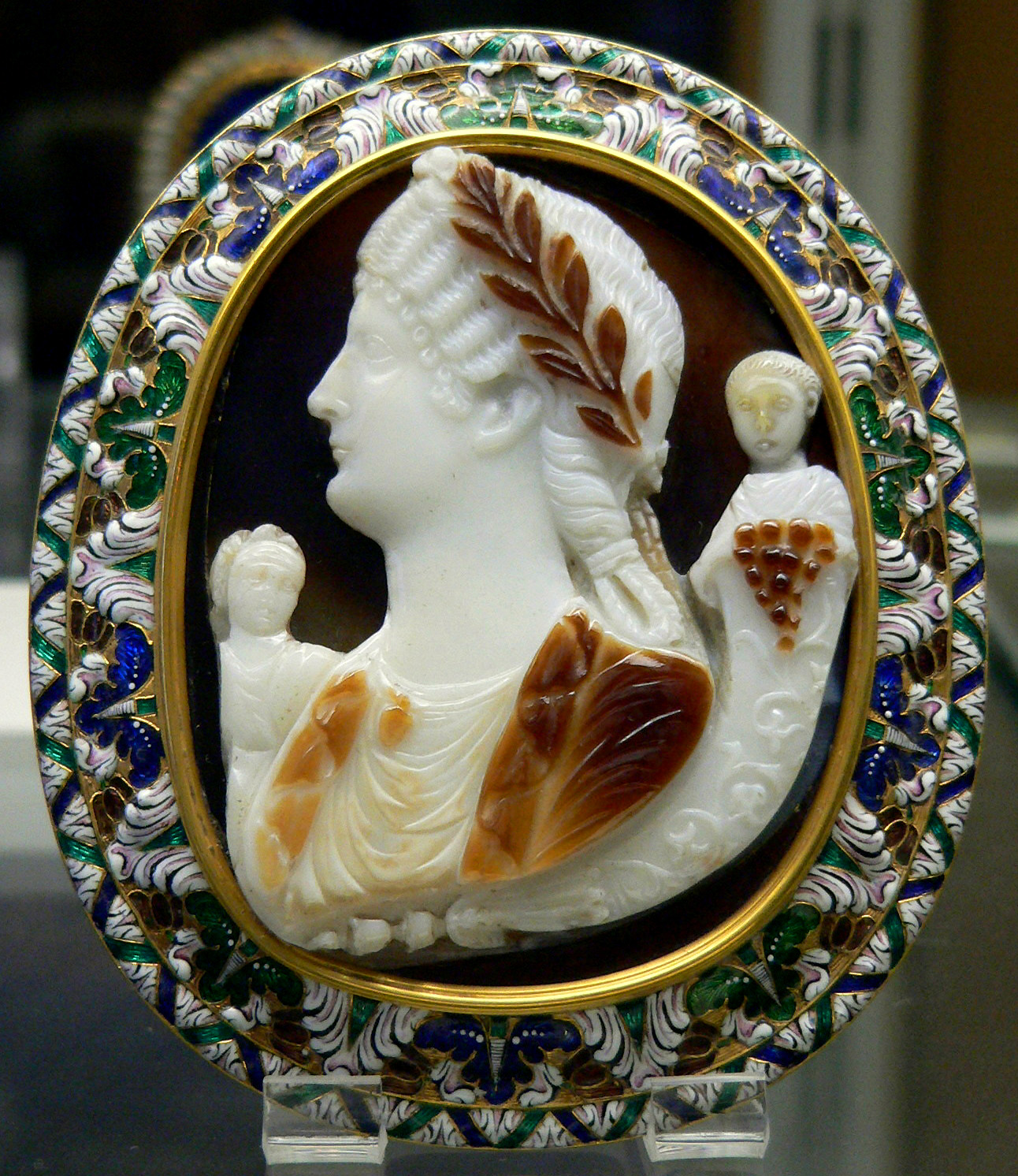
Камея, изображающая Мессалину с детьми, Британником и Октавией

Мессалина обладала полным влиянием на нового императора. Видя это, римский сенат признавал в ней полноправную правительницу. В честь дня её рождения проводились игры, ей воздвигались статуи. Также сенат собирался провозгласить её Авгу́стой, однако Клавдий запретил делать это.
Поскольку Клавдий был намного старше её и далеко не молод, то в политике Мессалина сосредоточилась на том, чтобы после смерти Клавдия обеспечить переход власти к своему сыну — Британнику. Ради этого она всегда старалась показать себя вторым человеком в государстве. Даже на триумфе Клавдия в 43 году она ехала сразу за его колесницей, и только после неё шли полководцы. Такое её положение давало ей возможность стать номинальной правительницей, если смерть Клавдия случится до совершеннолетия сына.
Среди римской знати были не только противники, но и союзники Мессалины. Одним из них был Луций Вителлий, консул 34 года, правитель Сирии в ранге проконсула в 35 году, цензор 48 года, отец будущего императора Вителлия. За его поддержку Мессалина дозволила ему заботиться о её обуви. Выказывая свою преданность, он носил одну из туфель Мессалины у себя на груди, под тогой, и, периодически вынимая её оттуда, прилюдно покрывал её поцелуями.
При помощи своих союзников Мессалина либо удаляет из Рима, либо лишает жизни всех, кто, по её мнению, мог встать на её пути. Среди её врагов были почти все члены династии Юлиев-Клавдиев, которые сами или дети которых могли претендовать на место императора: Юлия Ливилла; Юлия Ливия; Гай Азиний Поллион, консул 23 года, сын Випсании Агриппины от Гая Азиния Галла; Поппея Сабина Старшая, дочь римского консула и триумфатора времён Тиберия Гая Поппея Сабина; консул 35 и 46 годов Децим Валерий Азиатик, поскольку он являлся зятем одной из жён Калигулы, Лоллии Паулины, и, теоретически, мог претендовать на власть. Также из Рима был удалён Сенека.
Такая политика не могла не сформировать партию недовольных. В середине сороковых годов эти люди сплотились вокруг племянницы императора — Юлии Агриппины. Пользуясь любовью императора, Агриппина смогла устоять против козней Мессалины, направленных против неё и её сына, малолетнего Нерона, а открыто настоять на расправе с Агриппиной Мессалина не могла.
В 47 году один из приближённых вольноотпущенников Клавдия, казначей империи Марк Антоний Паллант, становится любовником Агриппины. Являясь противниками Мессалины, они разрабатывают планы передачи власти не Британнику, а Нерону.
Однако заговор стал не нужен, когда Мессалина совершила свою единственную ошибку в борьбе за власть.

## Заговор Мессалины
В 48 году, желая полностью получить власть в свои руки, Мессалина задумывает сделать императором своего любовника, Гая Силия. Вызвано это было тем, что позиции Агриппины и Нерона сильно укрепились с тех пор, как её стали поддерживать влиятельные римляне. Так, на Терентинских играх 47 года, во время представления, показывающего осаду Трои, Мессалина и Британник получили гораздо меньшее внимание толпы, чем присутствовавшие там же Агриппина и Нерон. Мессалина отнеслась к этому как к первому проявлению того, что её авторитет падает.
В начале 48 года она принуждает своего любовника Гая Силия развестись с женой Юнией Силаной. Когда Клавдий уехал в Остию, Мессалина, официально продолжая состоять в браке с императором, делает первый шаг планируемого ею заговора — она в присутствии свидетелей заключает брачный контракт и выходит замуж за Силия.
Один из влиятельных вольноотпущенников при дворе Клавдия, занимавший пост ответственного за переписку (лат. praepositus ab epistulis) Тиберий Клавдий Нарцисс, донёс об этом императору. Тот, будучи человеком мягким и податливым, колебался в принятии решения, и Нарцисс сам, от имени императора, отдал преторианцам команду о захвате Мессалины и Силия.
Мессалину схватили в Остии, куда она выехала для того, чтобы увидеть Клавдия. Однако император к тому времени уже покинул город. Мессалину вернули в Рим и поместили в сады Лукулла, под надзор её матери, Домиции Лепиды.
Домиция никогда не одобряла стиль жизни Мессалины, однако не отказалась быть со своей дочерью в её последние минуты. Они вместе подготовили прошение к Клавдию о помиловании, однако оно не возымело никакого действия. Мессалина была сломлена и всё время плакала, только теперь осознав, в какое положение она сама себя поставила.
Свидетелями смерти Мессалины были трое — посланник императора, один из его вольноотпущенников и её мать. Когда императорский легат и вольноотпущенник появились, Лепида сказала дочери: «Твоя жизнь кончена. Всё, что осталось — сделать её конец достойным».
Мессалине было предложено самой наложить на себя руки, однако она не смогла этого сделать, и тогда легат заколол её кинжалом. При этом взятый в свидетели вольноотпущенник всё время оскорблял её. Тело Мессалины было оставлено матери.
Клавдий никак не отреагировал на известие о смерти жены. В то время, когда ему доложили об этом, он ужинал. Единственной реакцией была просьба налить ему больше вина. Через несколько дней после смерти сенат приговорил её имя к забвению (лат. Damnatio memoriae).
Судьба детей Мессалины тоже была трагичной. 1 января 49 года Клавдий женился на Агриппине. Наследником был признан Нерон, который позже и стал императором. Клавдия Октавия стала его первой супругой, которую по его приказу убили в 62 году в ссылке. Британник погиб ранее. Он был отравлен Нероном в 55 году вследствие интриг Агриппины.

## В искусстве

### Образ в кинематографе
- Я, Клавдий (1937) — Мерл Оберон
- Мессалина (1951) — Мария Феликс
- Деметрий и гладиаторы (1954) — Сьюзен Хэйворд
- Мессалина (1960) — Белинда Ли
- Я, Клавдий (1976) — Шейла Уайт
- Мессалина, Мессалина (1977), Калигула (1979) — Аннека ди Лоренцо
- Калигула и Мессалина (1981) — Бетти Роланд
- Наша эра (1984) — Дженнифер О’Нил
- Римская империя: Нерон (2004) — Соня Аквино
- Нимфоманка. Том II (2013) — Табея Тарбиат

## В честь неё названы
- (545) Мессалина — астероид, открытый в 1904 году.
- Комплекс Мессалины
- Pheidole spinulosa messalina — подвид африканских муравьёв
- «Мессалина» — песня группы Jane Air
- «Мисс Мессалина» — песня А.Ф.Скляра на стихи Е.В.Головина
- «Мессаліна»- пісня гурту МУР